# Illa Haluza
Illa Serhijowycz Haluza, ukr. Ілля Сергійович Галюза (ur. 16 listopada 1979 w Archangielsku) – ukraiński piłkarz, grający na pozycji pomocnika.

## Kariera piłkarska

### Kariera klubowa
Wychowanek klubu Zoria-MAŁS Ługańsk, w którym w 1996 rozpoczął karierę piłkarską. Na początku 2001 przeniósł się do Czornomorca Odessa. W 2003 wyjechał do Białorusi, gdzie bronił barw klubu Dniapro-Transmasz Mohylew. W 2004 został wypożyczony do rosyjskiego FK Orzeł. W 2006 został piłkarzem litewskiego FK Szawle. W styczniu 2007 przeszedł do Tawrii Symferopol. 1 listopada 2011 roku kontrakt za obopólną zgodą został anulowany, a 30 grudnia 2011 roku podpisał 2-letni kontrakt z Zorią Ługańsk. 19 marca 2014 wyjechał do Białorusi, gdzie został piłkarzem Szachciora Soligorsk. Na początku stycznia 2015 opuścił soligorski klub i potem bronił barw Biełszyny Bobrujsk. 10 lutego 2016 przeszedł do Dniapra Mohylew.

## Sukcesy i odznaczenia

### Sukcesy klubowe
- wicemistrz Perszej Lihi Ukrainy: 2001/02
- zdobywca Pucharu Ukrainy: 2009/10
- finalista Superpucharu Ukrainy: 2010

### Sukcesy indywidualne
- najlepszy piłkarz-obcokrajowiec Mistrzostw Litwy: 2006